# Interpolação bilinear
Em matemática computacional, é uma generalização da interpolação linear de uma variável para funções de duas variáveis.
A generalização é baseada no uso da interpolação linear convencional, primeiro na direção de uma das coordenadas e, em seguida, na direção perpendicular.
A função de interpolação bilinear é:
{\displaystyle F(x,y)=b}1 {\displaystyle +b}2 {\displaystyle *x+b}3 {\displaystyle *y+b}4 {\displaystyle *x*y}
A interpolação bilinear é usada no processamento de dados numéricos, em meteorologia e hidrodinâmica, resistência de materiais, em computação gráfica, para compensar erros no movimento da ferramenta ao longo de coordenadas em máquinas CNC, etc.
Além de interpolar um campo escalar bidimensional, ou seja, uma função de duas variáveis (coordenadas), a interpolação bilinear também é usada para interpolar campos vetoriais bidimensionais. Com esta interpolação, ambos os componentes do campo vetorial são interpolados - a projeção do vetor em pontos no eixo das coordenadas. O resultado da interpolação de duas funções escalares - componentes do vetor, gera um vetor interpolado.
Esta abordagem é usada em meteorologia para construir um mapa de vento interpolado em uma área retangular a partir dos dados medidos dos valores dos vetores de vento em pontos de controle pertencentes aos vértices do retângulo. 

## Interpolação bilinear em computação gráfica
A necessidade de interpolação de cores no processamento digital de imagens se deve ao fato de que com um simples aumento das imagens sem processamento, ocorre uma forte pixelização da imagem.
A interpolação bilinear é usada para calcular as cores de pixels adicionais P em relação aos básicos, dados na imagem original com coordenadas de cores conhecidas Q, e o as coordenadas de cor dos pixels dentro do retângulo com as coordenadas de cor fornecidas em seus vértices, ou uma coordenada de cor no caso de imagens em tons de cinza, são calculadas em todos os pontos entre os pontos de controle, o que torna possível suavizar limites nítidos entre pixels de a imagem original. Os valores das funções {\ displaystyle f} f neste caso são calculados a partir das coordenadas das cores dos pontos de controle. Nesse caso, o lado de um quadrado formado por quatro pontos adjacentes considerados básicos costuma ser considerado um. 
1. ↑  http://weatherclasses.com/uploads/3/6/2/3/36231461/bilinear_interpolation_and_nearest_neighbor.pdf
2. ↑  https://www.researchgate.net/publication/221437206_Generalised_Parallel_Bilinear_Interpolation_Architecture_for_Vision_Systems